# ذخیره عملیاتی

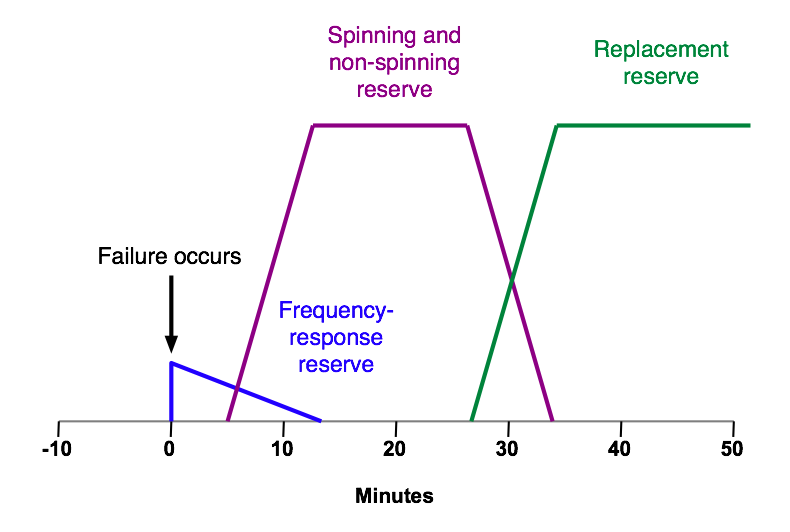
بازنمایی ایده‌آل از چهار نوع ذخیره و فواصل زمانی بعد از یک خطای غیرمنتظره

در شبکه‌های برق، ذخیره عملیاتی ظرفیت تولید در دسترس است اپراتور سیستم در یک بازه کوتاه زمانی برای تأمین تقاضای بار است وقتی که یک ژنراتور خاموش می‌شود یا اختلال دیگری برای آن به وجود می‌آید. بیشتر سیستم‌های برق به گونه ای طراحی شده‌اند که در شرایط عادی، ذخیره عملیاتی همیشه حداقل ظرفیت بزرگترین تأمین کننده به علاوه کسری از بار اوج باشد.

## انواع
ذخیره عملیاتی از ذخیره چرخشی و ذخیره غیر چرخشی یا تکمیلی تشکیل شده‌است:
- ذخیره چرخشی ظرفیت تولید اضافی است که با افزایش توان تولیدی ژنراتورهایی که قبلاً به سیستم قدرت وصل شده‌اند در دسترس است. برای بیشتر ژنراتورها، این افزایش در توان تولیدی با افزایش گشتاور اعمال شده در روتور توربین حاصل می‌شود.[۳]
- ذخیره غیر چرخشی یا ذخیره اضافی، ظرفیت تولید اضافی است که در حال حاضر به سیستم وصل نشده‌است اما می‌تواند پس از یک تأخیر کوتاه به سیستم وارد شود. در سیستم‌های قدرت جدا شده (جزیره ای)، این مقدار معمولاً با توان موجود از ژنراتورهای شروعِ سریع برابر است. با این حال، در سیستم‌های قدرت به هم پیوسته، این ممکن است شامل قدرت مورد نیاز در مدت زمان کوتاه با وارد کردن برق از سیستم‌های دیگر یا جمع کردن برقی باشد که در حال حاضر به سیستم‌های دیگر صادر می‌شود.

## ویژگی‌های مورد نیاز
ژنراتورهایی که قصد دارند ذخیره چرخشی یا غیرچرخشی را تأمین کنند باید بتوانند ظرف مدت ده دقیقه به ظرفیت مورد نظر برسند. اکثر رهنمودهای سیستم نیروگاهی نیاز به بخش قابل توجهی از ذخیره عملیاتی خود برای ذخیره چرخشی دارند. دلیل این امر این است که ذخیره چرخشی اندکی قابل اطمینان تر است (از مشکلات مربوط به شروع کار رنج نمی‌برد. شروع سرد را ببینید) و می‌تواند بلافاصله پاسخ دهد در حالی که در ذخیره‌های غیرچرخشی تأخیر در هنگام شروع تولید وجود دارد.

## انواع دیگر
علاوه بر این، دو نوع منبع ذخیره انرژی دیگر وجود دارد که اغلب در ترکیب با ذخیره عملیاتی مورد بحث قرار می‌گیرند: ذخیره پاسخ فرکانسی و ذخیره جایگزین.
- ذخیره پاسخ فرکانسی (که با نام ذخیرهٔ تنظیم کننده نیز شناخته می‌شود) یک واکنش خودکار به از دست دادن منبع تأمین می‌شود. این اتفاق می‌افتد زیرا بلافاصله پس از از بین رفتن منبع تغذیه، ژنراتورها به دلیل افزایش بار کند می‌شوند. برای مقابله با این کندی، بسیاری از تولیدکنندگان از گاورنر استفاده می‌کنند. گاورنر با کمک به ژنراتورها برای افزایش سرعت، هم فرکانس خروجی و هم قدرت هر ژنراتور را تقویت می‌کنند. با این حال، چون ذخیره پاسخ فرکانسی اغلب کم است و به اختیار اپراتور سیستم نیست، بنابراین بخشی از ذخیره عملیاتی محسوب نمی‌شود.[۵]
- ذخیره جایگزین (که همچنین به عنوان ذخیره احتمالی نیز شناخته می‌شود) منبع ذخیره شده توسط ژنراتورهایی است که به زمان راه اندازی طولانی‌تر نیاز دارند (معمولاً سی تا شصت دقیقه).